# Christel Taube
Christel Taube (* 27. Juli 1936 in Sonneberg, Thüringen) ist eine deutsche Ärztin und ehemalige Professorin für Pharmakologie und Toxikologie an der Martin-Luther-Universität Halle-Wittenberg.

## Leben
Christel Taube, geborene Reusch, wurde als Tochter des Chemikers Hans-Joachim Reusch und seiner Ehefrau Erika geboren. Sie wuchs gemeinsam mit einem jüngeren Bruder auf. Nach der Schulzeit in Sonneberg legte sie 1954 die Abiturprüfung an der dortigen Oberschule ab und studierte dann Humanmedizin an der Friedrich-Schiller-Universität Jena, wo sie auch ihr Staatsexamen ablegte. Christel Taube ist seit 1958 mit dem Chemiker Rudolf Taube verheiratet. 1961 erhielt sie die ärztliche Approbation. Wegen der Geburten ihrer beiden Töchter unterbrach sie dann zunächst ihre Tätigkeit. 1965 kehrte sie ins Berufsleben zurück, wurde wissenschaftliche Assistentin am Institut für Physiologische Chemie der Ernst-Moritz-Arndt-Universität Greifswald und dort 1966 zum Dr. med. promoviert. 1969 erwarb sie die Facharztbezeichnung für Biochemie.
1970 wechselte sie an die Martin-Luther-Universität Halle-Wittenberg, zunächst als wissenschaftliche Assistentin, ab 1973 als Oberärztin und Leiterin der Abteilung für Biochemische Pharmakologie am Institut für Pharmakologie und Toxikologie, ab 1985 als stellvertretende Institutsleiterin. Taube habilitierte sich 1979 mit der Arbeit „Über Zusammenhänge von Prostaglandinbiosynthese und Blutdrucksenkung“. Zur außerplanmäßigen Professorin wurde sie 1985 ernannt, zur Universitätsprofessorin 1990. 1996 trat sie in den Ruhestand.

## Auszeichnungen (Auswahl)
2013 wurde sie mit der Paracelsus-Medaille der deutschen Ärzteschaft ausgezeichnet.